# Liste der Gemeinden im Komitat Zala
Diese Liste umfasst die Städte und Gemeinden des Komitats Zala in Ungarn. Es bestehen in Zala insgesamt 257 Gemeinden, davon 10 Gemeinden mit, und 247 Gemeinden ohne Stadtrecht. Jede Gemeinde hat einen direkt von den Bürgern gewählten Bürgermeister (ungarisch polgármester). Jede Gemeinde verfügt über eigene Einnahmen, kann aber auch Zuschüsse aus dem zentralen Staatshaushalt erhalten. Zu den Verpflichtungen der Gemeinden gehören u. a. die Sicherung des Grundschulunterrichts, die Gewährleistung der medizinischen und sozialen Grundversorgung, sowie das Geltendmachen der nationalen und ethnischen Minderheitenrechte.
Alle Angaben beruhen auf der Volkszählung vom 1. Januar 2022

## Städte

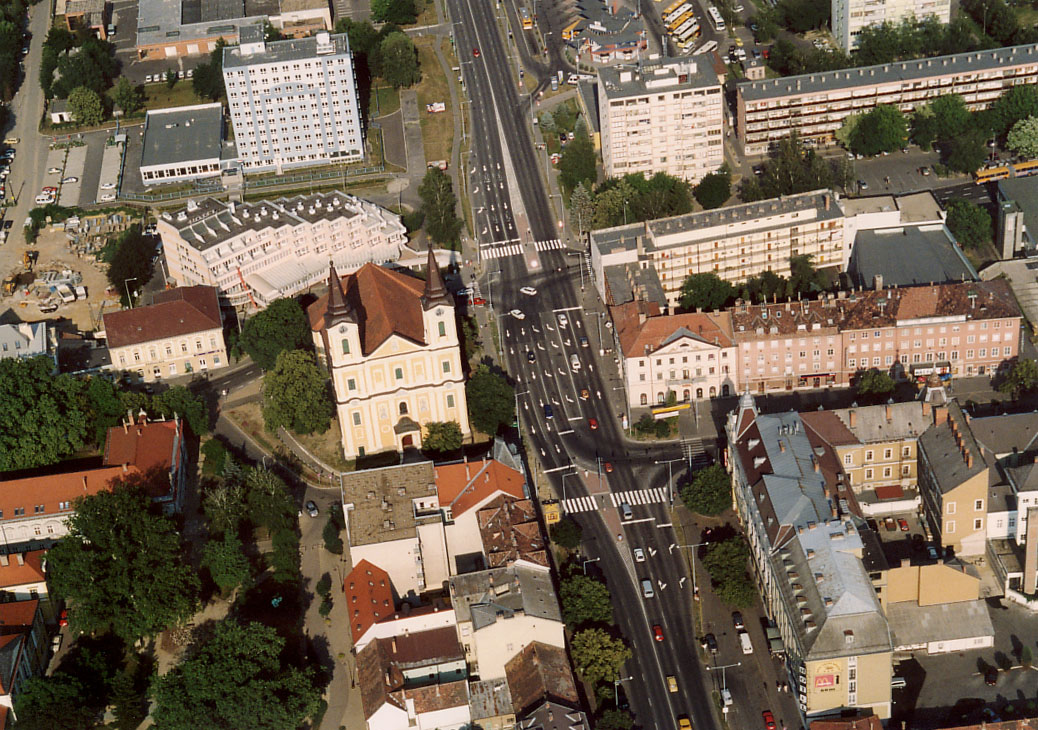
Zalaegerszeg ist die größte Stadt im Komitat

### Städte mit Komitatsrecht
Eine Stadt mit Komitatsrecht (ungarisch megyei jogú város) erfüllt im Bereich der Komitatsverwaltung zusätzliche Aufgaben gegenüber den anderen Städten und Gemeinden des Komitats.
- Zalaegerszeg 55.037 Einwohner

### Städte ohne Komitatsrecht
| Stadt         | Einw.  | Stadt           | Einw. |
| ------------- | ------ | --------------- | ----- |
| * Hévíz       | 04.505 | * Pacsa         | 1.515 |
| * Keszthely   | 18.799 | * Zalakaros     | 2.234 |
| * Lenti       | 07.056 | * Zalalövő      | 2.783 |
| * Letenye     | 03.820 | * Zalaszentgrót | 5.906 |
| * Nagykanizsa | 44.550 |                 |       |

## Gemeinden

### Großgemeinden
Eine Großgemeinde (ungarisch nagyközség) besteht meist aus mehreren Ortsteilen.
- Gyenesdiás
- Vonyarcvashegy

### Gemeinden
| - Alibánfa - Almásháza - Alsónemesapáti - Alsópáhok - Alsórajk - Alsószenterzsébet - Babosdöbréte - Baglad - Bagod - Bak - Baktüttös - Balatongyörök - Balatonmagyaród - Bánokszentgyörgy - Barlahida - Batyk - Bázakerettye - Becsehely - Becsvölgye - Belezna - Belsősárd - Bezeréd - Bocfölde - Bocska - Böde - Bödeháza - Bókaháza - Boncodfölde - Borsfa - Börzönce - Búcsúszentlászló - Bucsuta - Csapi - Csatár - Cserszegtomaj - Csertalakos - Csesztreg - Csöde - Csömödér - Csonkahegyhát - Csörnyeföld | - Dióskál - Dobri - Döbröce - Dobronhegy - Dötk - Egeraracsa - Egervár - Eszteregnye - Esztergályhorváti - Felsőpáhok - Felsőrajk - Felsőszenterzsébet - Fityeház - Fűzvölgy - Gáborjánháza - Galambok - Garabonc - Gellénháza - Gelse - Gelsesziget - Gétye - Gombosszeg - Gősfa - Gosztola - Gutorfölde - Gyűrűs - Hagyárosbörönd - Hahót - Hernyék - Homokkomárom - Hosszúvölgy - Hottó - Iborfia - Iklódbördőce - Kacorlak - Kallósd - Kálócfa - Kányavár - Karmacs - Kávás - Kehidakustány | - Kemendollár - Keménfa - Kerecseny - Kerkabarabás - Kerkafalva - Kerkakutas - Kerkaszentkirály - Kerkateskánd - Kilimán - Kisbucsa - Kiscsehi - Kisgörbő - Kiskutas - Kispáli - Kisrécse - Kissziget - Kistolmács - Kisvásárhely - Kozmadombja - Külsősárd - Kustánszeg - Lakhegy - Lasztonya - Lendvadedes - Lendvajakabfa - Lickóvadamos - Ligetfalva - Lispeszentadorján - Liszó - Lovászi - Magyarföld - Magyarszentmiklós - Magyarszerdahely - Maróc - Márokföld - Miháld - Mihályfa - Mikekarácsonyfa - Milejszeg - Misefa - Molnári | - Murakeresztúr - Murarátka - Muraszemenye - Nagybakónak - Nagygörbő - Nagykapornak - Nagykutas - Nagylengyel - Nagypáli - Nagyrada - Nagyrécse - Nemesapáti - Nemesbük - Nemeshetés - Nemesnép - Nemespátró - Nemesrádó - Nemessándorháza - Nemesszentandrás - Németfalu - Nova - Óhíd - Oltárc - Orbányosfa - Ormándlak - Orosztony - Ortaháza - Ozmánbük - Padár - Páka - Pakod - Pálfiszeg - Pat - Pethőhenye - Petrikeresztúr - Petrivente - Pókaszepetk - Pölöske - Pölöskefő - Pördefölde - Pórszombat | - Pötréte - Pusztaapáti - Pusztaederics - Pusztamagyaród - Pusztaszentlászló - Ramocsa - Rédics - Resznek - Rezi - Rigyác - Salomvár - Sand - Sárhida - Sármellék - Semjénháza - Sénye - Söjtör - Sormás - Sümegcsehi - Surd - Szalapa - Szécsisziget - Szentgyörgyvár - Szentgyörgyvölgy - Szentkozmadombja - Szentliszló - Szentmargitfalva - Szentpéterfölde - Szentpéterúr - Szepetnek - Szijártóháza - Szilvágy - Teskánd - Tilaj - Tófej - Tormafölde - Tornyiszentmiklós - Tótszentmárton - Tótszerdahely - Türje - Újudvar | - Valkonya - Vállus - Várfölde - Várvölgy - Vasboldogasszony - Vaspör - Vindornyafok - Vindornyalak - Vindornyaszőlős - Vöckönd - Zajk - Zalaapáti - Zalabaksa - Zalabér - Zalaboldogfa - Zalacsány - Zalacséb - Zalaháshágy - Zalaigrice - Zalaistvánd - Zalakomár - Zalaköveskút - Zalamerenye - Zalasárszeg - Zalaszabar - Zalaszántó - Zalaszentbalázs - Zalaszentgyörgy - Zalaszentiván - Zalaszentjakab - Zalaszentlászló - Zalaszentlőrinc - Zalaszentmárton - Zalaszentmihály - Zalaszombatfa - Zalatárnok - Zalaújlak - Zalavár - Zalavég - Zebecke |